# Liste de sandwichs et tartines
Cette page présente différents sandwichs et tartines existant à travers le monde.

## Liste de sandwichs et tartines connus
| Nom                                                                 | Image | Origine                     | Description |
| ------------------------------------------------------------------- | ----- | --------------------------- | --- |
| Sandwich à l'âne                                                    |       | Chine                       | À base de viande d'âne |
| Bacon                                                               |       | Royaume-Uni                 | Souvent servi avec du ketchup ou une sauce brune |
| Bacon, œuf et fromage                                               |       |                             | Un sandwich pour le petit déjeuner aux œufs habituellement au plat ou brouillés |
| Bánh mì                                                             |       | Viêt Nam                    | Servi dans une petite baguette, complétée habituellement de viande, mais il peut contenir une large variété de nourriture : poisson, fromage, carottes râpées ou des œufs (piment rouge facultatif) |
| Barros jarpa                                                        |       | Chili                       | Jambon et fromage (habituellement du mantecoso, une sorte de fromage fermier) |
| Sandwich Barros Luco                                                |       | Chili                       | Bœuf (habituellement du steak finement coupé) et fromage |
| Bauru                                                               |       | Brésil                      | Fromage râpé, rosbif, tomate et cornichons au vinaigre dans une brioche française dont la mie est enlevée |
| Beef on weck                                                        |       | États-Unis                  | Rosbif au cumin dans un pain de type viennois |
| Beirute                                                             |       | Brésil                      | À base de pain syrien |
| Belle-mère                                                          |       | États-Unis                  | Un pain à hot-dog contenant une préparation mexicaine de viande hachée mélangée avec du maïs écrasé et des assaisonnements, enveloppés dans des cosses de maïs le tout recouvert de piment |
| Beurre de cacahouètes et confiture                                  |       | États-Unis                  | |
| BLT                                                                 |       | États-Unis                  | Le nom provient des ingrédients : bacon (lard), laitue et tomate |
| Bocadillo                                                           |       | Espagne                     | Grande variété de remplissage : tortilla (omelette espagnole), calamar, fromage, jambon, rognons de porc, etc. Dans certaines régions d'Espagne, on étale de la tomate et de l'huile d'olive sur le pain |
| Bœuf haché                                                          |       | États-Unis                  | Petits morceaux réhydratés de bœuf séché mélangés à une sauce blanche sur du pain grillé (cuisine militaire) |
| Sandwich de Bologne                                                 |       | États-Unis                  | Sandwich de pain blanc contenant des tranches de saucisse de Bologne et des condiments |
| Bosna                                                               |       | Autriche                    | Habituellement du pain de mie grillé contenant une saucisse Bratwurst, des oignons et un mélange de sauce ketchup, moutarde et de curry en poudre |
| Bratwurst                                                           |       | Allemagne                   | Bratwurst (saucisse allemande) placée dans un petit pain et recouverte de moutarde forte |
| Breakfast roll                                                      |       | Royaume-Uni et Irlande      | Un plat pratique sur une variété de petits pains qui peut contenir tous les mets du petit déjeuner anglais tels que des saucisses, du bacon, du boudin blanc ou noir, du beurre, des champignons, des tomates, du ketchup ou de la sauce brune et parfois une galette de pommes de terre râpées ou des œufs au plat |
| Brioche au porc haché                                               |       | Chine                       | |
| Sandwich british rail (sandwich du train britannique)               |       | Royaume-Uni                 | En référence à la qualité médiocre du réseau ferroviaire britannique, il se réfère à tous les sandwichs dont le pain a commencé à s'éventer et durcir, et qui s'effrite sur les bords |
| Broodje kroket                                                      |       | Pays-Bas                    | Un rouleau frit contenant des ingrédients différents mais habituellement du bœuf et/ou du porc dans un petit pain doux. Souvent servi avec de la moutarde |
| Bugaçe                                                              |       | Albanie                     | Petits pâtés de boulettes de viande dans du pain |
| Butterbrot                                                          |       | Allemagne, Russie           | Sur une simple tranche beurrée avec des ingrédients salés ou sucrés (style tartine) |
| Cannibale                                                           |       | Belgique                    | Pain grillé nappé de filet américain qui peut être accompagné de cornichons, de petits oignons au vinaigre ou de câpres |
| Cemita                                                              |       | Amérique latine             | Avocat en tranche, viande, fromage blanc, oignons et sauce rouge (salsa), dans un petit pain parsemé de sésame (originaire de Puebla) |
| Cervelle frite                                                      |       | États-Unis                  | De fines tranches de cervelle de bœuf sur une tranche de pain |
| Chacarero                                                           |       | Chili                       | Fines tranches de churrasco (genre de steak), ou du lomito (porc), aux haricots verts et piments chilis verts, le tout servi dans un petit pain rond |
| Chapati tunisien                                                    |       | Tunisie                     | Pain rond plat de type tabouna, généralement garni d'omelette au curcuma, de thon émietté, de pommes de terre, de harissa, d'huile d'olive ainsi que d'oignons et de persil ciselé et parfois de fromage |
| Chawarma libanais                                                   |       | Liban                       | Deux types de chawarama existent : chawarma viande et chawarma poulet |
| Cheeseburger                                                        |       | États-Unis                  | Hamburger dans lequel une tranche de fromage accompagne la viande |
| Cheesesteak                                                         |       | États-Unis                  | De fines tranches de steak avec du fromage fondu dans un long pain (connu également comme le cheesesteak de Philadelphie ou Philly) |
| Chip butty                                                          |       | Royaume-Uni                 | Deux épaisses tranches de pain de mie (ou d'un petit pain blanc), généreusement beurrées et d'une garniture de frites bien chaudes assaisonnées à volonté d'une sauce, de préférence de la sauce tomate ou du ketchup, ou de la mayonnaise ou d'une sauce brune |
| Sandwich aux chips                                                  |       | Royaume-Uni                 | Chips et pickles dans du pain de mie |
| Chivito                                                             |       | Uruguay                     | Filet mignon à la mayonnaise, olives vertes ou noires, mozzarella, tomates et habituellement du bacon (lard), frit ou bouilli, des œufs et du jambon |
| Chocolat                                                            |       | Pays-Bas                    | Habituellement sur une tartine |
| Choripán                                                            |       | Amérique du Sud             | Chorizo grillé habituellement servi dans un petit pain grillé avec des condiments type salsa, pebre ou chimichurri |
| Chow mein                                                           |       | États-Unis                  | À base de nouilles chinoises chow mein mélangées avec une sauce au jus de viande dans un pain de type hamburger |
| Churrasco                                                           |       | Chili                       | Steak finement coupé, grillé et servi sur une brioche grillée avec habituellement de la tomate, avocat et mayonnaise. D'autres variations existent |
| Club sandwich                                                       |       | États-Unis                  | Un sandwich à trois niveaux fait avec de la dinde ou du poulet émincé, avec bacon, tomate, laitue et mayonnaise |
| Completo                                                            |       | Chili                       | Pain de forme allongée fourré d'une saucisse avec des variations dans les autres ingrédients : avocat, tomates, mayonnaise, moutarde, ketchup, sauce américaine ou choucroute |
| Concombre                                                           |       | Royaume-Uni                 | Deux fines tranches de pain de mie (sans la croûte) légèrement beurrées contenant de très fines tranches de concombre |
| Confiture                                                           |       | Royaume-Uni                 | Pain beurré avec de la confiture de fraises mangé le midi, au petit déjeuner ou à l'heure du thé |
| Corned beef                                                         |       |                             | Corned-beef, moutarde, habituellement dans du pain de seigle |
| Sandwich à la crème glacée                                          |       | États-Unis                  | Glace à la vanille entre deux biscuits fins, des cookies ou des gâteaux secs au chocolat |
| Croque-madame                                                       |       | France                      | Croque-monsieur surmonté d'un œuf |
| Croque-monsieur                                                     |       | France                      | Sandwich chaud, au pain de mie, au jambon et au fromage (le plus souvent de l'emmental), grillé à la poêle, au four ou dans un appareil dédié. Des variantes plus élaborées sont servies accompagnées d'une sauce Mornay ou d'une béchamel |
| Cubain                                                              |       | États-Unis, Cuba            | Jambon, porc rôti, fromage suisse, pickles, moutarde et parfois du salami de Gênes sur un pain cubain pressé et chauffé sur une plancha |
| Cudighi                                                             |       | États-Unis                  | Au cudighi (une saucisse épicée italienne) dans un pain allongé et dur souvent recouvert de mozzarella et de sauce tomate |
| Dagobert                                                            |       | Belgique                    | Sandwich composé de baguette garnie de jambon, agrémenté de fromage (souvent du gouda) et de nombreuses crudités. Comme le Dagwood, le nom provient du comic strip Blondie (Dagobert étant le nom de Dagwood dans la version française). |
| Dagwood                                                             |       | États-Unis                  | Nombreuses tranches de pain de mie contenant une grande variété de viande et de condiments. Le nom provient du comic strip Blondie |
| Sandwich de Denver                                                  |       | États-Unis                  | Un sandwich contenant une omelette (de Denver) : à base de jambon, oignons, poivron vert et d'œufs brouillés, placée entre deux tranches de pain. Le pain est généralement grillé et le sandwich peut ou pas contenir de la laitue ou d'autres ingrédients, selon les goûts. |
| Donair                                                              |       | Canada                      | Version canadienne du döner kebab : pita avec de la viande pour le döner et des légumes coupés en morceaux (salade, tomates, oignons rouges, coriandre et jalapeño (piment vert du Chili) accompagné habituellement d'une sauce douce et crémeuse de type döner |
| Doubles                                                             |       | Trinité-et-Tobago           | Deux bara (pain plat) contenant des pois chiches au curry |
| Dürüm                                                               |       | Turquie                     | |
| Dyrlægens natmad                                                    |       | Danemark                    | Une tranche de gelée, des anneaux d'oignons rouges sur du leverpostej (pâté danois), du corned-beef, sur une tranche beurrée ou sur une tranche de smørrebrød (pain de seigle danois beurré) |
| Elvis                                                               |       | États-Unis                  | Beurre de cacahouètes, banane et bacon (lard) entre deux tranches de pain ; nombreuses variations. |
| Filet de porc                                                       |       |                             | |
| Fischbrötchen                                                       |       | Allemagne                   | Poisson (de type rollmops (hareng à la Bismarck) ou hollandse nieuwe) et oignons |
| Fluffernutter                                                       |       | États-Unis                  | Beurre de cacahouètes et pâte de guimauve |
| Fondu                                                               |       | États-Unis                  | Une base de sandwich contenant une sorte de remplissage et une couche de fromage, qui est alors grillé jusqu'à ce que le fromage à cuire fonde |
| Fool's Gold Loaf (littéralement : « pain d'or pour les imbéciles ») |       | États-Unis                  | Une miche de pain entière, chauffée, évidée, un plein pot de crème, beurre de cacahouètes, un bocal de gelée de raisin et une livre de bacon (lard) |
| Francesinha                                                         |       | Portugal                    | La francesinha est faite de linguiça, de saucisse fraîche, de jambon, de viande et de steak de vache ; ils peuvent être remplacés par de la longe de porc cuite, couverte de fromage fondu. Elle est normalement garnie de sauce à base de tomate, bière et piri-piri. Une omelette (sur le sandwich) ou des frites en accompagnement sont facultatives |
| French dip (le plongeon français)                                   |       | États-Unis                  | De fines tranches de rosbif en sauce dans une baguette |
| Fricassé                                                            |       | Tunisie                     | Beignet salé farci avec des pommes de terre coupées en cubes, de la harissa, du thon, des olives noires, un œuf dur, de la slata méchouia et des câpres |
| Sandwich frites-omelette                                            |       | Algérie                     | Un œuf cuit sur des frites. Le tout est mis dans un tiers de baguette de pain. On peut y ajouter de la mayonnaise et/ou de la harissa. Si on y rajoute de la viande hachée ça devient un sandwich dit « complet ». |
| Sandwich au fromage                                                 |       | Incertain                   | |
| Gatsby                                                              |       | Afrique du Sud              | Un sandwich de style traiteur semblable au sandwich sous-marin. Il contient souvent des frites avec d'autres variantes, comme le steak au masala, poulet, polony (saucisse américaine de type mortadelle), saucisse de Vienne, calamar, poisson ou steak grillé au feu de bois |
| Gazpacho                                                            |       |                             | Brique de gazpacho, mini pains à burger, porc fumé au romarin, scarmoza, 1 poivron grillé sans peau, 1/2 oignon rouge, 2 branches de sarriette, 1 cuillère à soupe d'huile d'olive |
| Gerber                                                              |       | États-Unis                  | Demi-pain français ou italien au beurre d'ail, contenant du jambon, du provolone piquant, recouvert de paprika puis grillé |
| Grilled cheese                                                      |       | États-Unis                  | Sandwich chaud composé de beurre, de fromage fondu et de pain, grillé à la poêle, au four ou dans un appareil spécialisé |
| Guacamaya                                                           |       | Mexique                     | Dans un bolillo (pain mexicain), avec de la couenne de porc frite (chicharron), des haricots et une sauce faite de tomates, oignons et chili (pico de gallo) |
| Guajolota                                                           |       | Mexique                     | Une tamal dans un pain mexicain (bolillo) |
| Guédille                                                            |       | Québec                      | Pain à hot-dog (généralement non grillé) rempli d’une salade et de mayonnaise. La salade peut être aux œufs, au poulet, au chou, etc. Les salades de homard, de crabe ou de crevettes font partie des menus des cantines de la Gaspésie et de la Côte-Nord |
| Gyros                                                               |       | Grèce                       | Composé de viande (souvent de porc mais aussi de poulet, de veau, de bœuf ou d'agneau), de tomate, d'oignon et de sauce tzatzíki, le tout servi avec du pain pita |
| Hamburger                                                           |       | Allemagne                   | Viande hachée, fromage, oignons mélangés (voir variantes) |
| Hamdog                                                              |       | États-Unis                  | Une saucisse (de Strasbourg) enroulée dans un steak de bœuf écrasé, frit, recouvert de chili, accompagné de frites et d'un œuf sur le plat |
| Sandwich aux haricots cuits                                         |       | Royaume-Uni                 | Haricots cuits sur du pain de mie ou brun |
| Horseshoe sandwich (sandwich fer à cheval)                          |       | États-Unis                  | Un sandwich coupé épais, grillé (tartine), contenant de la viande à hamburger coupée en dés, ou du jambon, mais aussi d'autres viandes comme du filet de porc frit, du blanc de poulet grillé ou frit ou des filets de poisson frit. La viande est recouverte de frites et couverte avec une sauce au fromage. |
| Hot Brown                                                           |       | États-Unis                  | Tartine avec de la dinde, du bacon (lard), recouverte de sauce Mornay, cuit ou grillé. |
| Hot-dog                                                             |       | Allemagne                   | Pain allongé (souvent brioché), grillé ou chauffé à la vapeur, fourré d’une saucisse cuite. Il est accompagné de divers ingrédients et condiments |
| Hot-dog de Chicago                                                  |       | États-Unis                  | Hot-dog composé d'une saucisse de Francfort dans un pain de forme allongée de type bun, garni de moutarde américaine, d'oignons blancs, de relish vert clair de type piccalilli, d'une tranche de cornichon américain, de tranches de tomates, de piments marinés et d'une pincée de sel de céleri |
| Hot-dog de Montréal                                                 |       | Canada                      | Hot-dog composé d'un pain allongé de type bun, garni d'une saucisse cuite à la vapeur, servi avec salade de chou, moutarde, oignons et relish, sans ketchup |
| Italiano                                                            |       | Chili                       | Ce n'est pas vraiment un sandwich, cela fait référence à une garniture à mettre dans un sandwich. La préparation de l'Italiano nécessite de la mayonnaise, des tomates et de l'avocat (en référence aux couleurs du drapeau italien) |
| Sandwich italien au bœuf                                            |       | États-Unis                  | Se compose d'un pain de type baguette richement garni de fines tranches de rosbif juteuses et assaisonnées. Le pain peut avoir été préalablement trempé dans la sauce de la viande. Le tout est recouvert de petits poivrons sautés dans sa version douce ou de garniture épicée de type giardiniera dans sa version plus forte. |
| Jambon                                                              |       |                             | Sandwich sous-marin au jambon, souvent avec de la moutarde |
| Jambon-beurre                                                       |       | France                      | Baguette avec jambon et beurre. Aussi appelé « parisien », c'est le sandwich le plus consommé en France |
| Jambon et fromage                                                   |       |                             | |
| Jambon et œuf brioché                                               |       | Chine                       | |
| Jibarito                                                            |       | Porto Rico                  | Viande, fromage, laitue et tomate, entre des tranches vertes de banane plantain (à la place du pain) et une mayonnaise à l'ail |
| Kébab (ou döner kebab)                                              |       | Turquie                     | Il existe des centaines de versions du kébab (viande finement hachée dans un pain pita et un assortiment de légumes hachés. Quelques variantes : Adana kebap, Alanya kebap, İskender kebap, şiş kebap, Dürüm kebap |
| Kebab brioché                                                       |       | Pakistan                    | Un petit pâté épicé frit avec des oignons, du chutney ou de la raïta dans une brioche de type hot-dog ou pain à hamburger. Contrairement au hamburger, le kebab brioché est mélangé avec des lentilles moulues, des graines de cumin en poudre et une pâte à frire d'œuf[pas clair] dans un mélange qui est alors frit dans du beurre clarifié ou de l'huile |
| Kokoretsi                                                           |       | Grèce                       | Composé essentiellement de tripes fraîches d'agneau et d'abats (poumons, rognons, thymus, foie) |
| Kottenbutter                                                        |       | Allemagne                   | Pain brun, beurré, saucisse fumée de porc (Kottensausage), rondelles d'oignon frais et moutarde épicée |
| Laitue                                                              |       |                             | Laitue et mayonnaise |
| Lomito ou sándwich de lomo ou lomo                                  |       | Argentine                   | Steak de lomo de veau, fromage, jambon, œuf au plat, tomate, laitue et sauces diverses telles que moutarde, mayonnaise ou sauce chimichurri, entre deux pains de forme rectangulaire. |
| Luther burger ou Donut burger                                       |       | États-Unis                  | Sandwich de type hamburger ou cheeseburger dans lequel les buns sont remplacés par des donuts au sucre. |
| Marmite                                                             |       | Royaume-Uni                 | Pâte à tartiner (à base de levures utilisées pour la fermentation de la bière) tartinée finement avec du beurre ou de la margarine sur des toasts ou du pain |
| Martino                                                             |       | Belgique                    | Steak tartare avec sauce Worcestershire, pickles, oignons, poivron et sauce martino. |
| Medianoche                                                          |       | Cuba                        | Porc rôti, jambon, moutarde, fromage suisse et pickles à l'aneth |
| Sandwich de miga                                                    |       | Argentine                   | Beurré sur une face (ou les deux), pain blanc mince (croûte enlevée), grillé ou non grillé. Contient de la viande en tranches minces et peut inclure du jambon, des œufs, du fromage, des tomates, du poivron vert, de la laitue, des légumes divers et parfois même des asperges |
| Mitraillette                                                        |       | Belgique                    | Demi-baguette contenant une viande cuite, des frites et de la sauce. L'équivalent français est le sandwich américain |
| Mollete                                                             |       | Espagne                     | Purée de haricots frits (frijoles), garnie de fromage, cuite au four et servie avec de la salsa sur le côté. Habituellement, le pain utilisé est un bolillo (pain qui ressemble à une baguette). Ce sandwich comporte de nombreuses variantes : on peut y ajouter du jambon, du bacon ou du chorizo). Il peut être poudré de sucre, cannelle, beurre et ensuite grillé |
| Monte Cristo                                                        |       | États-Unis                  | Jambon frit et fromage (emmental, gruyère français ou gruyère suisse) habituellement servi avec de la gelée ou de la confiture |
| Sandwich à la viande fumée (ou au smoked meat)                      |       | Canada                      | Une épaisse pile de viande juteuse fumée de Montréal avec de la moutarde entre deux tranches de pain de seigle |
| Mortadelle                                                          |       | Brésil                      | Mortadelle ou saucisse italienne |
| Muffuletta                                                          |       | États-Unis                  | Originaire de la Nouvelle-Orléans (sandwich de la communauté italo-américaine) : viande, fromage et salade d'olives dans un pain rond |
| Muisjes                                                             |       | Pays-Bas                    | Les muisjes sont une garniture pour les tartines néerlandaises traditionnelles. Ils sont très utilisés sur du pain ; le plus typique est avec le biscuit hollandais (beschuit) ou des biscottes. Les muisjes sont des billes de sucre coloré, fourrées à l'anis |
| Naan                                                                |       | Pakistan                    | Dans un pain naan chauffé, poulet, céleri (coupé en dés), échalote verte, raisins secs et sauce au curry |
| Tartine nordique                                                    |       | Pays nordiques              | Pain aux céréales, saumon fumé, fromage frais, échalotes, vinaigre balsamique, brins d’aneth, œufs de saumon, un zeste de citron râpé, une cuillerée d’huile d’olive, paprika |
| Sandwich aux œufs                                                   |       |                             | Sandwich de base contenant des œufs durs, habituellement coupés en rondelles ou hachés, mais il peut être fait avec des œufs au plat ou brouillés |
| Pain au fromage                                                     |       | Canada                      | Plat traditionnel du Québec composé d'un pain tranché horizontalement et garni notamment d'œufs (premier étage), de jambon (deuxième étage) et de poulet (troisième étage) |
| Pain bouchon                                                        |       | France                      | Sandwich chaud de la Réunion, constitué d'une baguette évidée dans laquelle on place des bouchons ainsi que du siaw, du piment, des sauces, voire du fromage râpé |
| Pan bagnat                                                          |       | France                      | Pain rond ouvert en deux, frotté à l'ail et légèrement vinaigré, salé, poivré et passé à l'huile d'olive qui peut être garni au choix de salade verte, tomates, œufs durs, thon, anchois, concombres, févettes, petits artichauts frais, poivrons verts, radis, petits oignons frais, basilic, olives noires... |
| Panini                                                              |       | Italie                      | Multiples recettes, le classique se fait avec de la tomate, du jambon et de la mozzarella. À faire chauffer avant de servir |
| Panino                                                              |       | Italie                      | Pain ciabatta, coupé en long et garni de jambon, de salami, de viande, de fromage ou de tomate |
| Sandwich au pastrami                                                |       | États-Unis                  | Spécialité de la ville de New York à base de pain de seigle et de pastrami, accompagnés de pickles, de coleslaw et de moutarde américaine (yellow mustard) ou de sauce russe |
| Pâté fondu (ou galette de viande)                                   |       | États-Unis                  | Blanc de dinde, ou du bœuf, pain multi-céréales, mozzarella en tranches, un oignon, beurre, huile d'olive, sel et poivre |
| Pebete                                                              |       | Argentine                   | Le pebete est un pain argentin qui ressemble à un pain à hot-dog |
| Sandwich petit-déjeuner                                             |       | États-Unis                  | Habituellement avec un œuf brouillé ou au plat, du fromage, et une saucisse breakfast (É.-U. : viande fraîche de porc) ou d'autres viandes pour le petit déjeuner, servi sur un biscuit ou des muffins anglais |
| Pistolet                                                            |       |                             | Petit pain bruxellois, garni de beurre, fromage, charcuterie (pâté crème, boudin, saucisson), américain (viande de bœuf hachée crue et assaisonnée) ou hachis de porc |
| Ploughman's lunch                                                   |       | Royaume-Uni                 | Gros pain de campagne, fromage de Cheddar, oignons au vinaigre, pickles |
| Po' boy                                                             |       | États-Unis                  | À base de dinde, de rosbif, d'huîtres, de saucisses fumées, de poisson-chat ou de crevettes frites, servi dans une baguette de pain blanc, accompagné d'une salade, de tomates, de mayonnaise et d'oignons |
| Sandwich au poisson pané                                            |       | Royaume-Uni                 | Poisson pané, et éventuellement sauce telle que sauce tartare, mayonnaise ou ketchup |
| Polish Boy                                                          |       | États-Unis                  | Saucisse kiełbasa dans un pain recouvert de sauce barbecue, sauce piquante, de frites et de coleslaw |
| Porilainen                                                          |       | Finlande                    | Des tranches d'un centimètre de saucisse coupée, dés d'oignons doux, pickles, ketchup, moutarde, parfois de la mayonnaise, le tout dans du pain de mie |
| Poulet, chèvre et sauce au miel                                     |       | France                      | Petit pain, blanc de poulet, mâche, tomate, bûche de chèvre (tranchée), oignon rouge, citron, huile d'olive, thym (sauce au miel : mayonnaise, moutarde, 1 c. miel, soja, sucre en poudre et vinaigre de chardonnay) |
| Primanti                                                            |       | États-Unis                  | Sélection de viandes grillées recouvertes de frites, coleslaw et tomates sur du pain italien |
| Sandwich Reuben                                                     |       | États-Unis                  | Sandwich grillé fait de corned-beef, choucroute, emmental et sauce russe |
| Roti                                                                |       | Caraïbes, Trinité-et-Tobago | Sandwich, wrap comprenant viande d'agneau, pommes de terre ou pois chiches |
| Roti john                                                           |       | Malaisie                    | Sandwich à l'omelette comprenant de la viande émincée (poulet ou mouton), oignons, sardines, sauce tomate-chili, le tout dans une baguette |
| Rou jia mo                                                          |       | Chine                       | Porc cuit durant des heures dans différentes épices(ou bœuf) haché finement, assaisonné de coriandre, de poivre, recouvert de mo (sauce chinoise aux épices)[réf. nécessaire] dans un pain plat |
| Rouleau de crevettes                                                |       | Australie                   | |
| Runza                                                               |       | États-Unis                  | Un pain à la levure, formant une poche, rempli de viande de bœuf, de porc, de chou ou de choucroute, oignons et assaisonnement |
| Sabich                                                              |       | Irak, Israël                | Sandwich composé de pain pita farci d'aubergines sautées et d'œufs durs |
| Saint Paul                                                          |       | États-Unis                  | Galette d'œuf foo young (germes de haricot mungo et oignons blancs émincés) servie avec des cornichons, tranchésm à l'aneth, oignon rouge, mayonnaise, laitue et tomate entre deux tranches de pain de mie. Le sandwich Saint Paul a plusieurs variantes au poulet, porc, crevettes et bœuf |
| Salade de poulet                                                    |       | Amérique du Nord            | Poulet, mayonnaise, œufs durs |
| Saucisses                                                           |       | Royaume-Uni et Allemagne    | Saucisses ou chipolatas. Les saucisses peuvent être au porc, au bœuf ou végétariennes |
| Scooch                                                              |       | États-Unis                  | Contient de la soppressata (salami piquant), de la coppa, du Prima Donna (fromage), sur un pain ciabatta grillé, vinaigre balsamique, huile d'olive extra vierge, poivron rouge grillé et tranché et du piment cherry pepper |
| Shawarma                                                            |       | Turquie                     | Tranches de viande marinée (poulet, agneau ou bœuf) rôtie, dans un pita avec laitue, tomate, oignon et sauce crémeuse |
| Shooter's                                                           |       | Angleterre                  | Sandwich à la viande préparé avec du steak cuit et des champignons. La préparation est ensuite placée dans un pain évidé, puis fortement pressée |
| Slider                                                              |       | États-Unis                  | Petit hamburger |
| Sloppy joe (Joe le négligé)                                         |       | États-Unis                  | Viande hachée assaisonnée d'oignons, de sauce tomate ou de ketchup servi dans un pain à hamburger |
| Smörgåstårta                                                        |       | Suède                       | Plusieurs étages de pain blanc avec de la garniture crémeuse entre chacun d'eux. Les garnitures et le glaçage varient mais sont souvent composés d'œufs et de mayonnaise. D'autres garnitures sont possibles, comprenant souvent du pâté de foie, des olives, des crevettes, du jambon, diverses charcuteries, du caviar, du fromage ou du saumon fumé. Le smörgåstårta se sert froid et se coupe comme un gâteau |
| Smørrebrød                                                          |       | Danemark                    | Tartine beurrée sur du pain de seigle, hareng mariné, fromage en fines tranches de nombreuses variétés, tranches de concombre, de tomates et d'œufs durs, avec au choix, du leverposte (foie de porc), viande séchée ou en fines tranches, ou poisson fumé comme du saumon, maquereau à la sauce tomate, concombre mariné, œuf à la coque, anneaux d'oignon rouge. Mayonnaise mélangée avec des petits pois, carottes en rondelles, asperges cuites et coupées en dés, appelé italiensk salat (« salade italienne »), rémoulade ou autres sauces épaisses |
| Sol over Gudhjem (Soleil sur Gudhjem)                               |       | Danemark                    | Tartine sur du rugbrød (pain marron, danois), hareng fumé, ciboulette et jaune d'œuf cru |
| Sandwich sous-marin                                                 |       | États-Unis                  | Sandwich de base dans une baguette française (ou italienne), viande, légumes et condiments |
| Spiedie                                                             |       | États-Unis                  | Dés de poulet mariné (ou du porc, agneau, veau, bœuf) grillé, servis dans une brioche |
| Steak bomb                                                          |       | États-Unis                  | Petit sandwich (type sous-marin) steak haché, surmonté de saucisson, provolone fondu, oignons sautés, poivron et champignon |
| Suédois au maquereau mariné et fenouil                              |       |                             | Maquereau mariné à la japonaise au préalable, pain suédois ou pain de mie. Un peu de fenouil, concombre, cornichons à la russe |
| Tacobab                                                             |       | Algérie                     | Wrap ou tortilla farcie avec de la viande kebab, frites et une sauce au fromage. Le wrap est roulé ou enveloppé et cuit dans une presse à sandwich. En France, il est appelé « tacos français », d’où le nom de « tacobab » ou « tacos kebab » |
| Taverne                                                             |       | États-Unis                  | Très commun dans l'Iowa c'est un mélange de bœuf haché, assaisonné d'oignons sautés, parfois surmontés de marinades, ketchup, moutarde dans un petit pain |
| Tea sandwich                                                        |       | Royaume-Uni                 | Fines tranches de pain de mie (croûte enlevée) légèrement beurrées, une touche de fromage à la crème ou avec de la mayonnaise, radis, concombre, asperges ou cresson. D'autres garnitures : fromage au piment, jambon et moutarde, saumon fumé, fruits (confiture), poulet au curry, salade d'œufs |
| Thon                                                                |       | États-Unis                  | Thon, mayonnaise, céleri |
| Toast Hawaï                                                         |       | Allemagne                   | Tranches de pain, vin blanc, beurre, moutarde, jambon, tranches d'ananas ou rondelles d'oranges, gruyère, paprika, muscade, poivre |
| Toast sandwich                                                      |       | Royaume-Uni                 | Tranche de pain grillé entre deux tranches de pain beurrés, le tout assaisonné de sel et de poivre |
| Toastie                                                             |       | Pays-Bas                    | Préparé dans un grille-pain (équivalent d'un croque-monsieur) |
| Toast à la langue                                                   |       |                             | Langue de bœuf sautée, œufs brouillés sur une tartine, |
| Torta ahogada (gâteau noyé)                                         |       | Mexico                      | La torta est une préparation qui peut être comparée à un gâteau (genre pain). Ouvert en deux et présenté en tartine, il est rempli de viande, de porc (parfois du poulet), des haricots et du fromage. Ce sandwich est servi avec une sauce faite avec un piment séché chili de árbol |
| Tramezzino                                                          |       | Italie                      | Pain de mie triangulaire (sans croûte) avec du thon, des olives et du jambon cru italien (prosciutto) |
| Uitsmijter                                                          |       | Pays-Bas                    | Tranches de pain couvertes de fromage et de jambon, sur lesquelles sont posés un ou deux œufs sur le plat |
| Vada pav                                                            |       | Inde                        | Sandwich populaire de l'état indien du Maharashtra. Il se compose d'une pomme de terre vada en sandwich entre deux tranches de pain (batata vada) dans un pain brioché |
| Vegemite                                                            |       | Australie                   | Tartine australienne basée sur du Vegemite, une pâte à tartiner (similaire à la Marmite anglaise) |
| Végétarien                                                          |       |                             | Sandwich végétarien (mais pas végétalien si le beurre est utilisé) entre deux tranches de pain de mie, qui peuvent être grillées. Préparé et servi frais, il se compose de légumes entre deux tranches de pain blanc (tomate, concombre et pomme de terre mais aussi betterave et oignon) |
| Wraps au saumon fumé                                                |       |                             | Tortillas de blé mexicaines, saumon fumé en tranches fines, deux cuillères à soupe d'œufs de lump rouges, tranches fines de mimolette ou autre fromage au choix, fromage frais (ou yaourt grec), concombre en fines lamelles ou en dés, laitue, aneth, ciboulette, persil |
| Wurstbrot                                                           |       | Allemagne                   | Une tranche de pain (normalement non beurrée) recouverte de fines tranches de viande ou de saucisse. Sandwich très simple et typiquement allemand. La saucisse utilisée n'est jamais une saucisse grillée mais plutôt une Bratwurst[pas clair] |
| Zapiekanka (casserole ou gratiné)                                   |       | Pologne                     | Une sorte de demi-baguette de 20 à 50 cm de long recouverte de champignons, jambon ou tout autre type de viande, de fromage et de légumes |